# Musa bukensis
Musa bukensis là một loài thực vật có hoa trong họ Musaceae. Loài này được Argent mô tả khoa học đầu tiên năm 1976.